# Australian Academy of Science
Die Australian Academy of Science (AAS) ist eine nichtstaatliche Akademie der Wissenschaften in Australien mit Sitz in Canberra, 15 Gordon Street („Shine Dome“).

## Geschichte

Shine Dome in Canberra

Die AAS wurde 1954 von Mitgliedern der Royal Society gegründet. Erster Präsident war Sir Mark Oliphant. Die Akademie wurde nach dem Vorbild der britischen Royal Society organisiert.
In Australien haben sich zudem die Australian Academy of the Humanities, die Academy of the Social Sciences in Australia und die Australian Academy of Technological Sciences and Engineering als Wissenschaftsakademien etabliert. Die vier Akademien kooperieren seit 1995 im „National Academies Forum“.

## Vorgeschichte
Der Australian National Research Council (ANRC) wurde 1919 mit dem Ziel gegründet, Australien im Internationalen Wissenschaftsrat (IRC) zu vertreten. Der Rat hörte 1954 auf zu existieren und wurde durch die Australian Academy of Science ersetzt.

## Organisation
Die Akademie leitet ein von den Mitgliedern gewählter Rat („Council“), der die Amtsgeschäfte führt. Beaufsichtigt wird er von einem „Executive Committee“ unter der Akademiepräsidenten. Seit Mai 2022 hat Chennupati Jagadish dieses Amt inne.
Die Akademie hat (Stand März 2019) ca. 550 ordentliche Mitglieder, die als Fellows bezeichnet werden. Jährlich können bis zu 20 neue Mitglieder durch „ordentliche Wahl“ (und bis zu vier zusätzlich durch „besondere Wahl“) aufgenommen werden. Weiterhin können bis zu zwei "Korrespondierende Mitglieder" aus Übersee aufgenommen werden.

## Gründungsmitglieder
- Keith Edward Bullen, Mathematiker und Geophysiker
- Frank Macfarlane Burnet, Virologe und Immunologe, Nobelpreisträger
- David Guthrie Catcheside, Genetiker
- Thomas MacFarland Cherry, Mathematiker
- Ian Clunies Ross, Parasitologe
- Edmund Alfred Cornish, Statistiker
- John Carew Eccles, Neurologe, Nobelpreisträger
- Edwin Sherbon Hills, Geologe
- Leonard George Holden Huxley, Physiker
- Raymond James Wood Le Fèvre, Chemiker
- Max Rudolf Lemberg, Biochemiker
- Hedley Ralph Marston, Biochemiker
- Leslie Harold Martin, Physiker
- David Forbes Martyn, Physiker
- Douglas Mawson, Geologe
- Alexander John Nicholson, Entomologe
- Mark Oliphant, Physiker
- Joseph Lade Pawsey, Strahlenphysiker und Astronom
- James Arthur Prescott, Agrarwissenschaftler
- Albert Cherbury David Rivett, Chemiker und Wissenschaftsmanager
- Thomas Gerald Room, Mathematiker
- Sydney Sunderland, Neurologe
- Oscar Werner Tiegs, Zoologe
- Richard van der Riet Woolley, Astronom

## Akademiepräsidenten
- Mark Oliphant (1954–1957)
- John Carew Eccles (1957–1961)
- Thomas MacFarland Cherry (1961–1964)
- Frank Macfarlane Burnet (1965–69)
- David Forbes Martyn (1969–1970)
- Dorothy Hill (1970)
- Rutherford Robertson (1970–1974)
- Geoffrey Badger (1974–1978)
- Lloyd Evans (1978–1982)
- Arthur Birch (1982–1986)
- David Curtis (1986–1990)
- David P. Craig (1990–1994)
- Gustav Nossal (1994–1998)
- Brian Anderson (1998–2002)
- Jim Peacock (2002–2006)
- Kurt Lambeck (2006–2010)
- Suzanne Cory (2010–2014)
- Andrew Holmes (2014–2018)
- John Shine (seit 2018–2022)
- Chennupati Jagadish (seit 2022)